# Francolí bec-roig
El francolí bec-roig (Pternistis adspersus) és una espècie d'ocell de la família dels fasiànids (Phasianidae) que habita zones arbustives àrides, a la llarga de corrents fluvials, de l'Àfrica meridional, des del sud d'Angola, Namíbia i Botswana, fins al nord de Sud-àfrica.